# Loïc Ducourtioux
Loïc Ducourtioux est un joueur de rink hockey né le 10 août 1982. Il évolue durant les années 2010 au sein du club de l'US Coutras.

## Palmarès
Il est champion de France de Nationale 1 avec l'US Coutras en 2010 et 2011,.